# Sammlung Essl

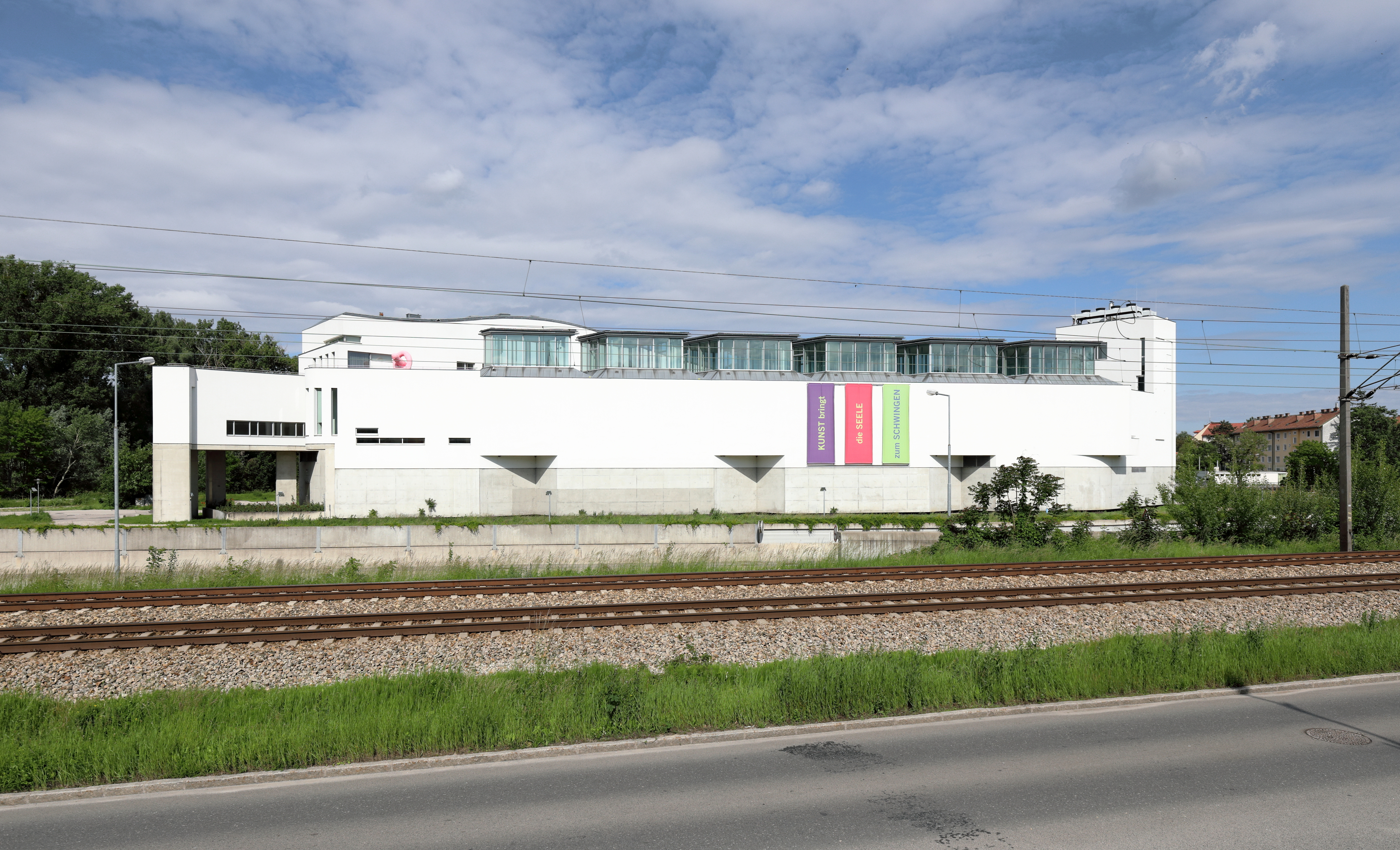
Das ehemalige Essl Museum und jetziges Depot der Sammlung Essl in Klosterneuburg.

Die Sammlung Essl ist eine von dem österreichischen Unternehmer Karlheinz Essl senior (* 1939) und seiner Frau Agnes zusammengetragene Sammlung mit Werken der zeitgenössischen Kunst. Seit 2017 ist die Sammlung in der Albertina (Wien) beheimatet.

## Geschichte
Für die Sammlung Essl wurde in Klosterneuburg bei Wien eigens am 5. November 1999 das Essl Museum eröffnet und am 30. Juni 2016 geschlossen.
Die Privatsammlung war mit fast 7.000 Werken (Stand Februar 2011) eine der größten Österreichs. Sie umfasst Kunstwerke des 20. und des beginnenden 21. Jahrhunderts. Einen besonders breiten Raum nimmt die österreichische Kunst nach 1945 ein.
Vertreten sind unter anderem Arnulf Rainer, Sam Francis, Maria Lassnig, Antoni Tàpies, Hermann Nitsch, Günter Brus, Georg Baselitz, Markus Lüpertz, Valie Export, Markus Oehlen, Daniel Richter, Gerhard Richter, Hubert Schmalix, Siegfried Anzinger, Jonathan Meese, Sean Scully, Per Kirkeby, Oskar Kokoschka, Lois Renner, Gottfried Helnwein, Günther Förg, Karel Appel und Elke Krystufek.
Ergänzt wird die Sammlung im Bereich Fotografie, Video und Skulptur durch Arbeiten von Franz West, Nam June Paik, Shirin Neshat, Cindy Sherman, Jannis Kounellis und Barbara Szüts.
Neben den Ausstellungsobjekten mit dem Schwerpunkt auf Malerei und Skulptur bildeten auch Klanginstallationen und Konzerte einen Teil des Museumsprogramms, den der Komponist Karlheinz Essl – ein Sohn des Sammlerehepaares – kuratierte.
Seit dem Jahr 2005 wurde alle zwei Jahre im Zuge des Museums der Essl Art Award CEE für Künstler aus jenen Ländern aus Zentral- und Osteuropa, in denen das Unternehmen Essls bauMax vertreten war, vergeben. Einige vergangene Preisträger zählen in der Zwischenzeit zu international bekannten Künstlern, wie Katharina Sedá oder Jakub Nepras.
Am 1. Mai 2011 legte die Österreichische Post AG im Rahmen der Dauermarkenserie Kunsthäuser eine Briefmarke zu dem Objekt auf. Bereits 2007 gab die Post eine Selbstklebebriefmarke und 2009 zum 10-Jahre-Jubiläums des Museums eine einzelne Briefmarke heraus.
Anfang 2014 bot Karlheinz Essl die Sammlung, die einen Wert von 86 Millionen Euro darstellen soll, überraschend der Republik Österreich zum Kauf an, um der in Schwierigkeiten steckenden Baumarktkette Baumax zu helfen. Im September 2014 berichtete das Handelsblatt, dass die Sammlung, die angeblich 5.000 Objekte mit einem Wert von 100 Millionen Euro umfasse, demnächst in London versteigert werde.
Am 2. September 2014 berichtete vienna.at, dass die Sammlung großteils vom Industriellen Hans Peter Haselsteiner übernommen wird. Die ab 1. September 2014 eingetragene SE-Sammlung Essl GmbH gehört zu 60 Prozent der ZMH GmbH, hinter der die Haselsteiner-Privatstiftung steht. 40 Prozent halten zwei Essl-Familienstiftungen, das Ehepaar Essl behielt die künstlerische Leitung. 44 von rund 1700 Werken wurden am 13. Oktober 2014 bei Christies’s in London versteigert, um das Museum zu rekapitalisieren und Betrieb und Erhalt zu finanzieren.
Im Sinn eines „sparsameren Museumsbetriebs“, so Haselsteiner, wurde der jahrelang für Besucher kostenlos betriebene Shuttlebus von der Albertina im Wiener Stadtzentrum aus mit 30. Juni 2015 eingestellt.
Mit 30. Juni 2016 wurde, wie Essl Anfang April 2016 bekanntgab, der Ausstellungsbetrieb eingestellt: die Finanzierung sei nicht mehr möglich gewesen. Das Museumsgebäude soll als Depot erhalten bleiben.
Am 16. Februar 2017 gaben der Kulturminister Thomas Drozda, Karlheinz Essl und der Albertina-Direktor Klaus Albrecht Schröder bekannt, dass die Sammlung Essl als Dauerleihgabe an die Albertina geht. Die Dauerleihgabe ist bis 2044 festgesetzt. Die Albertina übernimmt zudem das Depot für die kommenden zehn Jahre. Im Herbst 2017 wurde bekannt, dass neuerlich zahlreiche Werke der Sammlung Essl verkauft worden sind, um den Schuldenstand zu verringern.
2018 entschloss sich Prof. Karlheinz Essl gemeinsam mit seiner Frau Agnes und seinem Sohn Martin, deren verbliebene Anteile an der Sammlung Essl der Albertina zu schenken. Die Schenkung umfasste 1.323 Kunstwerke. Die Gesamtheit der Sammlung Essl wird in verschiedenen Ausstellungen am zweiten Standort der Albertina, der Albertina modern im Künstlerhaus Wien, gezeigt werden.